# Наїзник у масці Ківа
«Камен Райдер Ківа» (яп. 仮面ライダーキバ, Камен Райдā Киба) — 18-й сезон токусацу-серіалу «Наїзник в масці» виробництва компанії TOEI, який вийшов на екрани 27 січня 2008 року.
Основним мотивом сезону вважаються персонажі фільмів жахів, в основному — вампіри, але, тим не менше, зображувані події не пов'язані з хоррор-фільмами і набагато ближчі до атмосфери попередніх райдерів. Сюжет розвивається паралельно в двох площинах — в 2008 і 1986 роках, де головними дійовими особами є Ватару Куренай і його майбутній батько Отоя Куренай. Рекламний слоган сезону — «Прокинься! Розірви ланцюга долі!»

## Сюжет

### Площина 2008 року
Основний герой оповіді — 22-річний чоловік на ім'я Ватару Куренай, майстер-початківець зі створення скрипок. Він дуже сором'язливий і відлюдькуватий, за що його прозвали Абокітаро (Примарний хлопчик). Ватару живе один в будинку свого покійного батька Отойї, і дружить тільки з дівчинкою Сідзуко Намора, яку він вчить грати на скрипці. Сама Сідзука взяла на себе обов'язки домогосподарки в його будинку, але в той же час намагається допомогти йому стати кращим або, навпаки, допомагає йому врятуватися від тиску оточуючих. Найближчим другом і радником Ватару є чарівний механічний кажан Ківат III, успадкований від батька, знавець мистецтва, який розповідає на початку кожного епізоду цікавинки про мистецтво або світ взагалі. Метою свого життя Ватару бачить виготовити копію майстерної скрипки свого батька, вдаючись до найнезвичайніших технік. Разом з тим він знає про існування чудовиськ Фангайя, що з допомогою своїх іклів випивають з людей життєву енергію, та в потрібний час повинен буде виступити проти них.
На дівчину Мегумі Асо нападає Фангайя але та є таємним агентом організації «Чудесне блакитне небо» (Wondeful Blue Sky) і дає відсіч монстру. Ватару отримує сигнал тривоги і відправляється на місце сутички. Там Ківат перетворюється на пояс і створює навколо Ватару обладунки, перевтіливши його в Наїзника в масці Ківу, чий образ заснований на образі вампіра. Ватару долає монстра, Мегумі однак намагається застрелити Наїзника. Незабаром з'являється Кейсуке Наго — другий агент організації «Чудесне блакитне небо», який ненавидить Фангайя та Ківу і жадає вбити їх усіх.
Згодом Ватару відкриває другу бойову форму обладунків — Гаруру-форму, що володіє силою перевертня і озброєна шаблею. Слідом у нього з'являється третя форма — Басся-форма, що володіє силою амфібії і озброєна пістолетом. Ватару зустрічає пана Омуру, скрипкового знавця, який був знайомий з його батьком. Виявляється, він Фангайя, але утримується від нападів на людей, оскільки пообіцяв Отойї більше цього не робити.
Кейсуке вперше активовує власний, технологічної природи пояс IXA і стає Наїзником у масці IXA (яп. 戦, війна). Потім Кейсуке бореться з Ватару і мало не вбив його, скинувши на своєму мотоциклі в річку, але Ватару лише зламав руку. Ватару відкриває свою 4-у Бойову Форму — Догга-форму. З часом епізоді Ватару знайомиться з невдахою рок-музикантом Кенг Ерітате, який незабаром стає його другом. Незабаром вони удвох з Мегумі і Сідзуко засновують групу і дають першокласний концерт. Ватару стикається з дуже сильним Фангайєю, з яким не впорається в жодній формі. Тоді він поєднує всі форми і активує свою 5-у Бойову Форму — ДоГаБаКі (суміш форм Догга, Гаруру, Басся і стандартної форми Ківи), яку він, втім, далі не використовує. У тому ж епізоді у Ватару з'являється дівчина — офіціантка Міо, яка настільки ж нетовариська і незграбна. Коли один з Фангайя нападає на неї, від гніву Ватару прокидається дракончик Тацулот. З його допомогою Ватару здобуває свою 6-у Форму — золоту форму Імператора, яка може використовувати посилені версії атак інших форм. Проте виявляється, що Міо, сама того не знаючи, має якийсь стосунок до Фангайя.
Потім Мегумі, Кейсуке та директор їх організації Мамору Сима звинувачуються в злочинах. Перед цим Кейсуке отримує нову IXA і активовує за допомогою IXA-райзера (спеціального пристрою у вигляді телефону) свою другу бойову форму — Форму Повстання. Але ця форма виявилася занадто поутжною, і Кейсуке втрачає IXA. Після цього Кейсуке зустрічає Дзіро / Гаруру — вовка-демона в образі людини, який допомагає Ватару набувати Гаруру-форми. Кейсуке з його допомогою переміщається в 1986-й рік. Того року він зустрічає першу Королеву Фангайя і закохується в неї. Щоб допомогти їй зрозуміти любов, він дарує їй свій бронзовий ґудзик. Потім Кейсуке повертається додому і повертає собі пояс IXA. За час його відсутності Ватару і Кенг також були зараховані в організацію.
Кейсуке нарешті дізнається, що Ватару і є Ківа. Він шокований, але так зблизився з Ватару, що приймає це відкриття і навіть пропонує Ватару стати його новим протеже. Це ранить Кенго, оскільки той вже був протеже Наго, але той насправді абсолютно не був у ньому зацікавлений. Кенго тимчасово зникає з дії.
Ватару зустрічає свого першого друга Тайгу, якого не бачив з дитинства. Його виростив пан Сима, але у них в минулому була трагічна історія, через що вони перестали спілкуватися. В кінці тієї ж серії на арені з'являється новий Райдер — Наїзник в масці Сага. Це Тайга, який є нинішнім Королем Фангайя. Його обов'язок як Райдера — знищувати Фангайя, які залишили свій прайд. Ватару свариться з Міо, яка як виявилося, мимоволі стала Королевою Фангайя і тепер повинна вийти заміж за Тайгу. Конфлікт друзів різко переривається, коли Тайга і Міо дізнаються секрет Ватару. Тайга мав успадкувати сили Ківи (оскільки попереднім Ківою був його батько), але цього не сталося. Скоро з'ясовується чому: Ватару і Тайга — брати по матері, і саме той факт, що вона була Королевою Фангайя, став причиною отримання Ватару сил Ківи.
Ватару не знає, у що вірити, оскільки Тайга хоче схилити його на бік Фангайя, а Ватару сподівається, що люди і Фангайя зможуть навчитися жити в мирі. Тим часом несподівано повертається Кенг, який змінив зачіску і манеру поведінки. Він стає новим Камен Райдером IXA і за наказом пана Сими атакує Ватару. Єпископ Фангайя (який весь цей час плете інтриги навколо Тайги і Міо) пробуджує в Ватару ген Фангайя, через що той атакує друзів, але незабаром отямлюється. Усвідомивши, що накоїв, Ватару вирішує перестати виходити з дому і розмовляти з людьми.
Але скоро він розуміє, що повинен жити, як звичайна людина, і продовжує життя Ківи. Коли Міо гине, Ватару відправляється в 1986-й, щоб запобігти своєму народженню, оскільки впевнений, що її вбив його удар. Там він дізнається деталі свого походження і застає загибель батька, що змінює його погляди. З'ясовується, що Міо загинула від руки Єпископа, який вважав її марною і тому вбив. Тайга, дізнавшись про це, виганяє його.
Ватару мириться з братом і знищує воскреслого батька Тайги. Після цього Кейсуке одружується на Мегумі, а Фангайя і люди починають жити в мирі. Але в самому кінці з'являються Неофангайя, і Масао Куренай — син Ватару з майбутнього, що виглядає, як Отойя. Він приходить до героїв, щоб допомогти їм перемогти цих істот, оскільки є Новим Ківою. Три Ківи, IXA і демони одягають обладунки й одночасно стрибають в портал Неофангайя назустріч новим пригодам.

### Площина 1986 року
Центральний герой — батько Ватару, Отойя Куренай. Він регулярно відвідує місцеве кафе, в якому також збираються мисливці за Фангайя і незабаром закохується в дівчину Юрі, мати Мегумі. Він всіляко намагається їй сподобатися, але вона його зневажає. Потім до «Чудесного блакитного неба» приєднується Дзіро, який має особисту вендету проти Фангайя: Тура знищив його народ, і він вирішив використовувати людей задля помсти. Крім нього, у організації з'являються ще два союзника — Рамон (Баша) і Рікі (Догга), також представники знищених Фангайя рас монстрів. Юрі з першого погляду закохується в Дзіро, що злить Отою. Дзіро передають незакінчений пояс IXA, і Дзіро стає першим Камен Райдером IXA. Це сильно злить Юрі, оскільки та хотіла носити цей пояс заради особистої помсти за матір. Однак потім виявляється, що система IXA все ще недороблена, і періодично дає збій, завдаючи організму сильних навантажень і болю. Отойя бачить, як Дзіро прийняв свій справжній вигляд, і намагається його викрити, але Юрі йому не вірить. Бажаючи захистити Юрі, Отойя краде у Дзіро IXA, перетворюється і бореться з ним. Сутичка закінчується на користь Отойї, але Дзіро тікає. Після сутички Отоя відчуває сильний фізичний біль, через яку його доводиться госпіталізувати.
Коли на арені з'являється Тура, Отоя і Дзіро вирішують піти на тимчасове перемир'я, заради битви зі спільним ворогом і захисту Юрі (саме Тура вбив її матір). Вони по черзі і спільно борються з ним, паралельно продовжуючи боротися за серце Юрі. Поступово та змінює ставлення до Отойї, побачивши його з кращого боку, і в підсумку проймається до нього почуттями. Однак Дзіро не здається, і намагається вбити Отойю, після чого робить спробу спокусити Юрі, але вцілілий Отойя стає на заваді. Тоді Дзіро, більше не контролюючи гнів, прямо на очах у Юрі набуває свого справжнього вигляду. Він намагається вбити обох, але в підсумку здається і йде. Після цього Отоя стає офіційним носієм пояса IXA.
Сам того не знаючи, він намагається захистити Королеву Фангайя Маю від Тури. Раптом IXA внаслідок збою вражає носія струмом, в результаті чого Отойя втрачає пам'ять. Останнє, що він пам'ятає — це ім'я Юрі. Мая видає себе за неї. Отойя пам'ятає обіцянку, яку дав Юрі (вона загубила каблучку своєї матері, а Отойя пообіцяв знайти її). Він пірнає в море і знаходить коштовність, але не встигає виплисти. Втрата свідомості повертає йому пам'ять, і він впізнає Юрі, яка шукала його по всьому місту. Потім вони знаходять Кейсуке, що хоче знайти IXA з минулого і вбити його, щоб змінити майбутнє, не знаючи, що IXA з минулого — батько Ватару.
Юрі врешті знищує Туру. Отойя бачить справжній вигляд Маї, яка встигла народити сина Тайгу. Розкривається як 300 років тому вона була ученицею Страдіварі. Вона знає про прихильності Отойї до скрипок і навчає його їх виготовленню. Юрі приймає це за зраду і зі сльозами йде. А для Тайги як іграшку створюють кажана Сагарка, імовірно брата Ківата, який в наші дні став його поясом для трансформації. Пізніше з'являється чоловік Маї — Король, який не особливо її любить і лише хотів зачати з нею спадкоємця. Його робота — вбивати Фангайя-одинаків, постаючи в образі Камен Райдера Темного Ківи. Його пояс — Ківат II, майбутній батько Ківата III. Мая поступово закохується в Отойю, і Король викрадає його, щоб стратити. Юрі розуміє, що Отойя не її обранець, але все ж допомагає Маї врятувати його, після чого довіряє їх один одному. Але з'являється Ватару, який бажає запобігти своєму зачаттю, і ідилія Отойї та Маї ненадовго порушується. Король заявляє Маї, що вб'є Тайгу, якщо вона не розлучиться з Отойєю. Тоді Отойя вирішує одягнути обладунки Темного Ківи і знищити Короля, щоб їх сім'я жила щасливо. Йому разом з Ватару вдається це зробити, та від сили Темного Ківи Отойя вмирає на руках у Маї, побажавши Ватару продовжувати його справу, чим повертає синові сенс життя.

## У головних ролях
- Кодзі Сето —  Ватару Куренай / Камен Райдер Ківа
- Кохей Такеда —  Отоя Куренай / Камен Райдер IXA 1986 / Камен Райдер Темний Ківа № 2
- Кейсуке Като —  Кейсуке Наго / Камен Райдер IXA 2008
- Сема Ямамото —  Тайга Набори / Камен Райдер Сага / Камен Райдер Темний Ківа № 3, у супутньому фільмі — Такато Сіраміне / Камен Райдер Рей
- Нана Нагасава —  Мегумі Адзо
- Ю Такахасі —  Юри Адзо
- Кадзухіко Каянамі —  Мамору Сима
- Сакі Кагамі —  Мая Куренай
- Сіня Нііро —  Король 1986 / Камен Райдер Темний Ківа № 1